# Stodzew
Stodzew (prononciation : [ˈstɔd͡zɛf]) est un village polonais de la gmina de Parysów dans le powiat de Garwolin de la voïvodie de Mazovie dans le centre-est de la Pologne.
Il se situe à environ 6 kilomètres au nord de Parysów (siège de la gmina), 13 kilomètres au nord de Garwolin (siège du powiat) et à 50 kilomètres au sud-est de Varsovie (capitale de la Pologne).

## Histoire
De 1975 à 1998, le village appartenait administrativement à la voïvodie de Siedlce.